# Carlos Arévalo López
Carlos Arévalo López (Betanzos, 6 de diciembre de 1993) es un cabo del Ejército de Tierra y deportista español que compite en piragüismo en la modalidad de aguas tranquilas.
Participó en dos Juegos Olímpicos de Verano, obteniendo dos medallas, plata en Tokio 2020 y bronce en París 2024, ambas en la prueba de K4 500 m.
Ganó tres medallas en el Campeonato Mundial de Piragüismo, en los años 2019 y 2022, y una medalla de bronce en el Campeonato Europeo de Piragüismo de 2025. En los Juegos Europeos de Cracovia 2023 consiguió una medalla de oro en la prueba de K4 500 m.

## Palmarés internacional
| Juegos Olímpicos   | Juegos Olímpicos         | Juegos Olímpicos  | Juegos Olímpicos |
| Año                | Lugar                    | Medalla           | Competición      |
| ------------------ | ------------------------ | ----------------- | ---------------- |
| 2020               | Tokio (Japón)            | Medalla de plata  | K4 500 m         |
| 2024               | París (Francia)          | Medalla de bronce | K4 500 m         |
| Campeonato Mundial |                          |                   |                  |
| Año                | Lugar                    | Medalla           | Competición      |
| 2019               | Szeged (Hungría)         | Medalla de plata  | K4 500 m         |
| 2022               | Halifax (Canadá)         | Medalla de oro    | K1 200 m         |
| 2022               | Halifax (Canadá)         | Medalla de oro    | K4 500 m         |
| Juegos Europeos    |                          |                   |                  |
| Año                | Lugar                    | Medalla           | Competición      |
| 2023               | Cracovia (Polonia)       | Medalla de oro    | K4 500 m         |
| Campeonato Europeo |                          |                   |                  |
| Año                | Lugar                    | Medalla           | Competición      |
| 2025               | Račice (República Checa) | Medalla de bronce | K1 200 m         |